# Tošihiko Sahaši
Tošihiko Sahaši (japonsky 佐橋俊彦, Sahaši Tošihiko, * 12. listopad 1959 Tokio) je japonský hudební skladatel, který se zaměřuje na skládání filmové hudby.

## Hudba

### Seriály
- Mašin eijúden Wataru (1988)
- Gendži cúšin Agedama (1991)
- Cooking Papa (1992)
- Ghost Sweeper Mikami (1993)
- Ultraman: The Ultimate Hero (1993) – hraný seriál
- Akazukin Čača (1994)
- Haó taikei Rjú Knight (1994)
- Kočira Kacušika-ku Kameari kóen-mae hašucudžo (1996)
- Čó mašin eijúden Wataru (1997)
- Cutie Honey Flash (1997)
- Seidžú sentai Gingaman (1998) – hraný seriál
- Ultraman Gaia (1998) – hraný seriál
- Seihó tenši Angel Links (1999)
- Hunter × Hunter (1999)
- Kótecu tenši Kurumi (1999)
- The Big O (1999)
- Kazemakase cukikage Ran (2000)
- Gear fighter Dendó (2000)
- Kamen Rider Kúga (2000) – hraný seriál
- Kamen Rider Agito (2001) – hraný seriál
- Kótecu tenši Kurumi 2 (2001)
- Vampiyan Kids (2001)
- Full Metal Panic! (2002)
- Kidó senši Gundam SEED (2002)
- Rizelmine (2002)
- Kótecu tenši Kurumi Pure (2002) – hraný seriál
- Whistle! (2002)
- Full Metal Panic? Fumoffu (2003)
- Gunslinger Girl (2003)
- Burn-Up Scramble (2004)
- Hit wo nerae! (2004)
- Love Love? (2004)
- Kidó senši Gundam SEED Destiny (2004)
- Čó henšin CosPrayers (2004)
- Zipang (2004)
- Capeta (2005)
- Full Metal Panic! The Second Raid (2005)
- Kamen Rider Hibiki (2005) – hraný seriál
- Black Blood Brothers (2006)
- Kateikjóši Hitman Reborn! (2006)
- Simoun (2006)
- Hanajome to Papa (2007) – hraný seriál
- Kamen Rider Den-Ó (2007) – hraný seriál
- Šikaotoko aonijoši (2008) – hraný seriál
- Sacred Seven (2011)
- Saint Seiya Omega (2012)

### Filmy
- Garó densecu: The Motion Picture (1994)
- Kočira Kacušika-ku Kameari kóen-mae hašucudžo (1999)
- Ultraman Mebius & Ultra kjódai (2006)

### OVA
- Battle Fighters garó densecu (1992)
- Battle Fighters garó densecu 2 (1993)
- Kišin heidan (1993)
- Magic Knight Rayearth (1993)
- Haó taikei Rjú Knight: Adeu's Legend (1994)
- Future GPX Cyber Formula (1996)
- Hadžimari no bókenšatači: Legend of Crystania (1996)
- Future GPX Cyber Formula Sin (1998)
- Kótecu tenši Kurumi Encore (2000)
- Kótecu tenši Kurumi Zero (2001)
- Hunter × Hunter (2002)
- Hunter × Hunter: Greed Island (2003)
- Hunter × Hunter: G.I. Final (2004)
- Kidó senši Gundam SEED: Special Edition (2004)
- Full Metal Panic! The Second Raid (2006)
- Kidó senši Gundam SEED Destiny: Special Edition (2006)

### Hry
- Blue Stinger (1999)